# Rosa setigera
Шипшина сетігера (Rosa setigera) — вид рослини родини Розові.

## Назва
В англійській мові має назву «шипшина прерій» (англ. Prairie Rosa).

## Будова
Повзуча рослина, що може збиратися на висоту до 4 м. Цвіте в кінці літа великими квітами. Стебло вкрите загнутими шипами. Складне листя ділиться на три, інколи п'ять листочків із зубчастим краєм. Плоди червоні.

## Поширення та середовище існування
Зростає у лісах східної та центральної Північної Америки.

## Практичне використання
Вирощується як декоративна, має культурні сорти і гібриди.

## Галерея

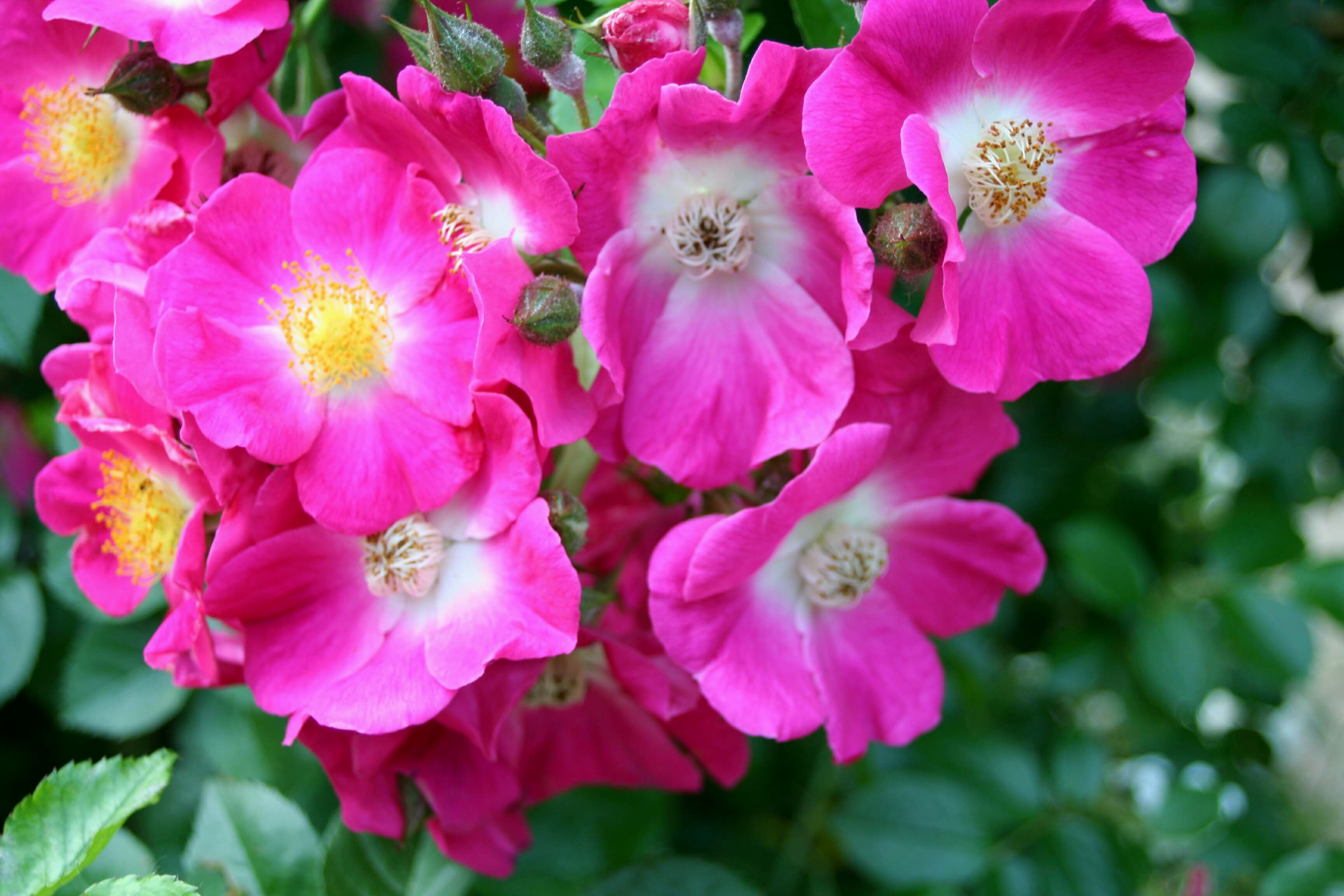
Культурний сорт
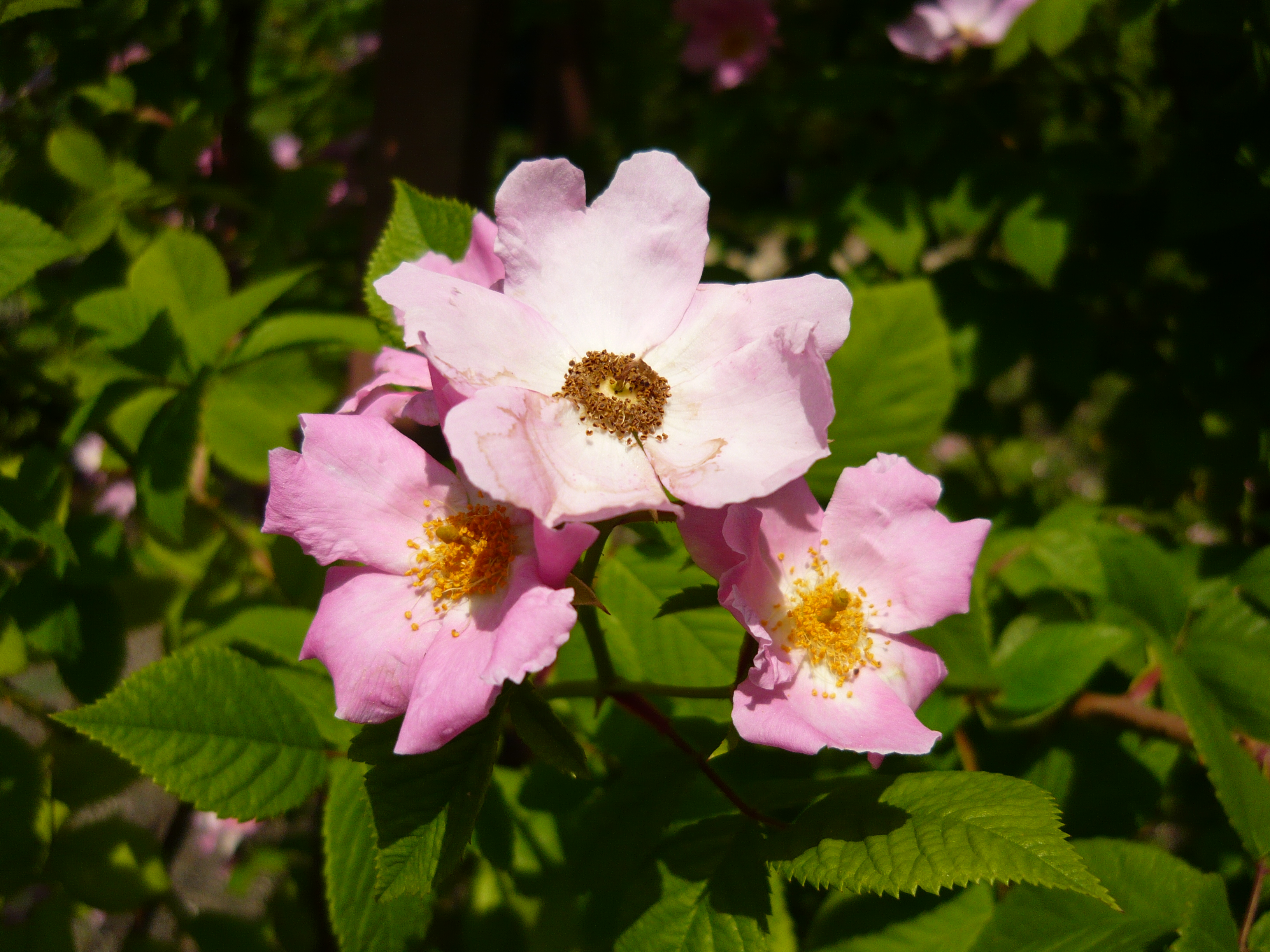
Квіти
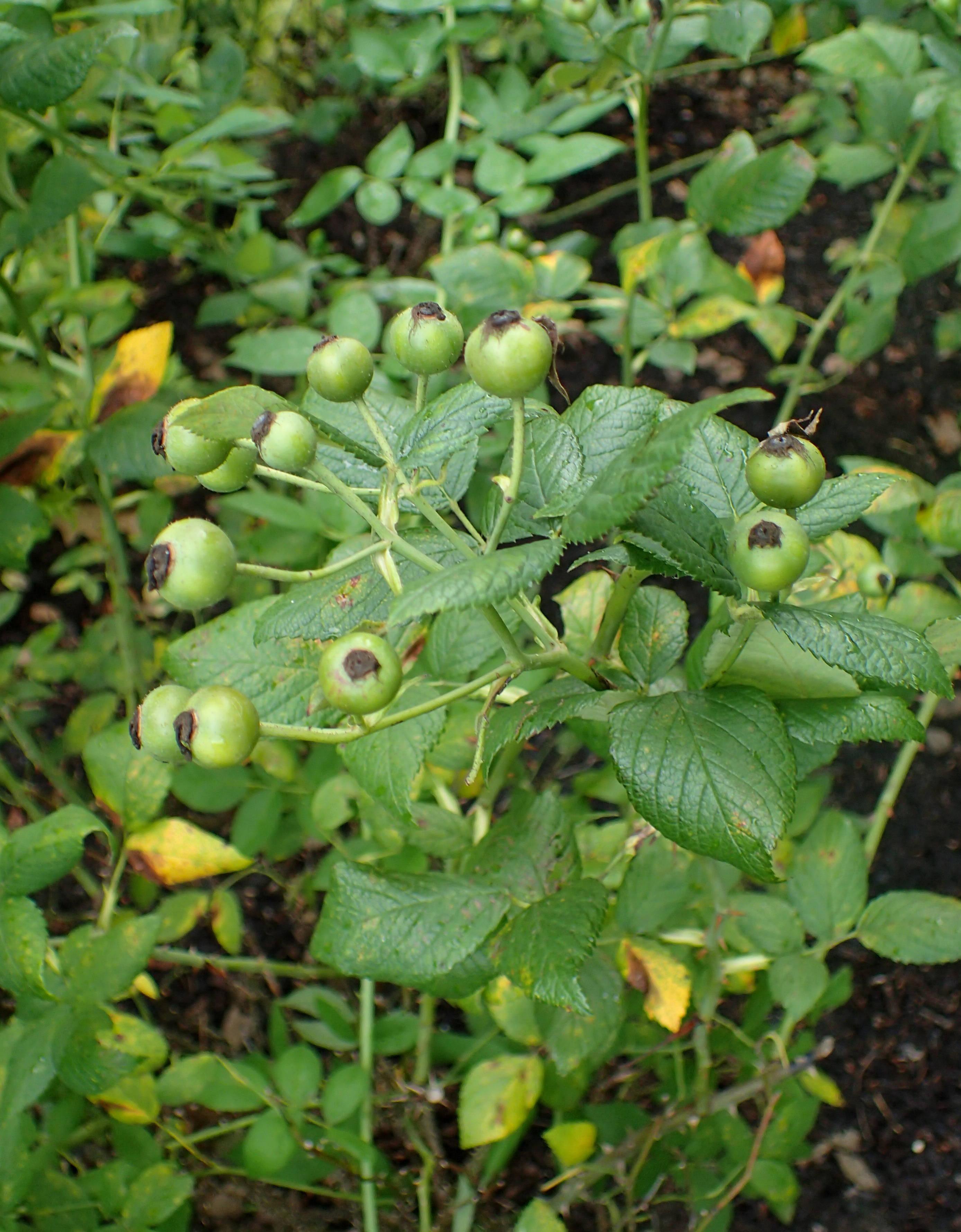
Плоди